# Motor Oil Hellas
Motor Oil Hellas (греч. Μότορ Όιλ Ελλάς Α.Ε.) — греческая нефтеперерабатывающая компания. Штаб-квартира находится в пригороде Афин Амарусион. Компания основана в 1970 году, основу её деятельности составляет НПЗ в Коринфе, начавший работу в 1972 году; большая часть нефтепродуктов экспортируется в страны Средиземноморья и других регионов.
В 2015 году компания находилась на 1960-м месте в списке Forbes Global 2000.

## Собственники и руководство
До 2001 года, когда компания разместила свои акции на Афинской фондовой бирже, Motor Oil Hellas полностью контролировалась семьёй Вардинояннис.
- Вардис Вардинояннис[англ.] (Βαρδής Βαρδινογιάννης; род. 1933) — сооснователь (с братом), председатель совета директоров. Ему также принадлежит компания Vegas Oil and Gas[англ.], ведущая добычу нефти и газа в Египте, кроме этого имеет интересы в судоходстве, финансах и футболе[6].
- Яннис Вардинояннис[англ.] (Γιάννης Βαρδινογιάννης; род. 1962) — вице-председатель (с 2005 года) и главный исполнительный директор (с 2021 года), старший сын Вардиса.

## Деятельность
В 2021 году компанией было переработано 13,15 млн тонн нефти, продукция включала дизельное топливо (4,68 млн тонн), мазут (2,62 млн тонн), бензин (1,88 млн тонн), авиационное топливо (1,06 млн тонн), а также асфальт и смазочные материалы. Кроме переработки нефти компания занимается природным газом и производством электроэнергии.
На Грецию приходится около половины выручки, из зарубежных стран наибольшее значение имеют Ливия, Турция, Саудовская Аравия, Италия, Ливан и США.